# Fabrizio Di Mauro
Fabrizio Di Mauro (ur. 18 czerwca 1965 w Rzymie) – piłkarz włoski grający na pozycji środkowego pomocnika.

## Kariera klubowa
Di Mauro urodził się w Rzymie, ale piłkarską karierę rozpoczynał w klubie A.C. Arezzo. W 1984 roku zadebiutował w jego barwach w Serie B. W Arezzo spędził cztery sezony i w 1987 roku został piłkarzem pierwszoligowego US Avellino. 20 września zadebiutował w Serie A w przegranym 1:4 wyjazdowym spotkaniu z Hellas Werona. Na koniec sezonu 1987/1988 Avellino spadło jednak do Serie B.
Latem 1988 Di Mauro skorzystał z oferty AS Roma i powrócił tym samym do rodzinnego Rzymu. Występował w środku pomocy wraz z Fausto Salsano. Graczem wyjściowej jedenastki został w sezonie 1989/1990. W 1991 roku wywalczył swój pierwszy sukces, jakim było zdobycie Pucharu Włoch. W tym samym roku dotarł z drużyną „giallorossich” do finału Pucharu UEFA, jednak rzymski klub przegrał w dwumeczu z Interem Mediolan (Di Mauro wystąpił zarówno w przegranym 0:2 meczu, jak i zwycięskim 1:0).
W 1992 roku Di Mauro przeniósł się do Fiorentiny. Tam uzyskał swój najlepszy dorobek bramkowy w karierze (6 goli), ale jego drużyna spadła z ligi. Po sezonie został zawodnikiem S.S. Lazio, gdzie spędził jeden sezon i zajął 4. pozycję w Serie A. W 1994 roku Fiorentina powróciła do Serie A i Di Mauro powrócił do klubu z Florencji. Spędził w nim jednak tylko rok. W sezonie 1995/1996 był piłkarzem drugoligowej Reggiany. Latem 1996 zakończył piłkarską karierę w wieku 31 lat.
| Sezon   | Klub             | Kraj   | Rozgrywki | Mecze | Bramki |
| ------- | ---------------- | ------ | --------- | ----- | ------ |
| 1984/85 | A.C. Arezzo      | Włochy | Serie B   | 15    | 1      |
| 1985/86 | A.C. Arezzo      | Włochy | Serie B   | 24    | 1      |
| 1986/87 | A.C. Arezzo      | Włochy | Serie B   | 33    | 4      |
| 1987/88 | US Avellino      | Włochy | Serie A   | 18    | 2      |
| 1988/89 | AS Roma          | Włochy | Serie A   | 14    | 0      |
| 1989/90 | AS Roma          | Włochy | Serie A   | 28    | 0      |
| 1990/91 | AS Roma          | Włochy | Serie A   | 27    | 2      |
| 1991/92 | AS Roma          | Włochy | Serie A   | 26    | 3      |
| 1992/93 | AC Fiorentina    | Włochy | Serie A   | 29    | 6      |
| 1993/94 | S.S. Lazio       | Włochy | Serie A   | 21    | 2      |
| 1994/95 | AC Fiorentina    | Włochy | Serie A   | 28    | 3      |
| 1995/96 | AC Reggiana 1919 | Włochy | Serie B   | 16    | 0      |

## Kariera reprezentacyjna
W reprezentacji Włoch Di Mauro zadebiutował 20 stycznia 1993 roku za selekcjonerskiej kadencji Arrigo Sacchiego. W meczu tym Włosi pokonali 2:0 Meksyk. W kadrze Włoch Di Mauro wystąpił łącznie 3 razy.